# Feeling Alive
Feeling Alive är en låt framförd av den cypriotiska sångaren Stelios Constantas. Låten var Cyperns bidrag i Eurovision Song Contest 2003 i Riga i Lettland. Låten är skriven av Constantas själv.
Bidraget framfördes i finalen den 24 maj och slutade där på tjugonde plats med 15 poäng.